# Isalus
Isalus is een geslacht uit de grassenfamilie (Poaceae). De drie soorten van dit geslacht komen voor op Madagaskar.

## Soorten
Van het geslacht zijn de volgende soorten bekend: 
- Isalus betsileensis
- Isalus humbertii
- Isalus isalensis